# فینال لیگ قهرمانان اروپا ۱۹۹۹
فینال لیگ قهرمانان اروپا ۱۹۹۹، رقابت پایانی لیگ قهرمانان اروپا در فصل ۹۹–۱۹۹۸ میلادی است که مابین دو تیم باشگاه فوتبال منچستر یونایتد و بایرن مونیخ در ورزشگاه نیوکمپ، بارسلون برگزار شده‌است.
این مسابقه که در تاریخ ۲۶ مه ۱۹۹۹ انجام شده‌است با نتیجه ۲ بر ۱ به سود تیم باشگاه فوتبال منچستر یونایتد به پایان رسید.